# مديرية عنس

تعديل مصدري - تعديل

مديرية عنس هي إحدى مديريات محافظة ذمار في اليمن. بلغ عدد سكانها 119124 نسمة عام 2004.